# Metallurg Magnitogorsk

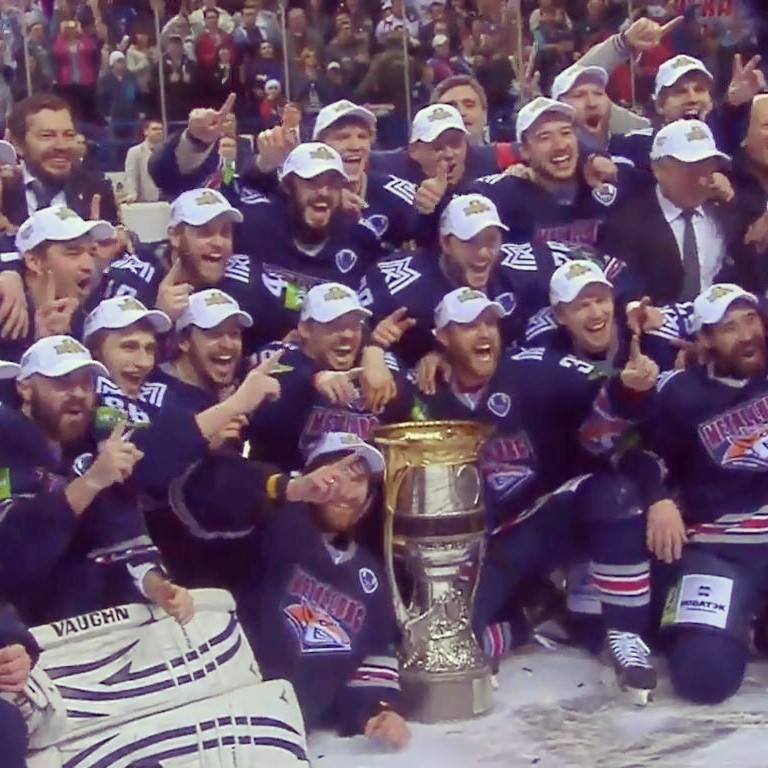
El Metallurg con la Copa Gagarin que ganaron en 2014.

Metallurg Magnitogorsk (del ruso: Металлург Магнитогорск) es un club profesional de hockey sobre hielo con sede en Magnitogorsk, óblast de Cheliábinsk, Rusia. Son miembros de la división Kharlamov de la Kontinental Hockey League. También jugaron en la Champions Hockey League (2008), en la que perdieron ante el ZSC Lions de Suiza.
Metallurg Magnitogorsk ha ganado la Copa Gagarin en las temporadas 2013–14 y 2015–16 de la KHL.

## Historia
El Metallurg fue fundado en 1955 por la MMK, Hierros y acero de Magnitogorsk, como un equipo de Clase B que compitió en la región de Cheliábinsk y los campeonatos de la RSFSR. Desde los años 80 se unió a la Segunda Liga (tercera por importancia) de la clase A soviética y ganó dos veces sus campeonatos, en las temporadas 1988-89 y 1989-90. Después de dos temporadas más en el segundo nivel del hockey de la URSS, el club Magnitogorsk se convirtió en uno de los fundadores de la Liga Internacional de Hockey, la primera asociación pro-hockey postsoviética.
Durante los años 90 el equipo trabajó para arriba una reputación como uno de los equipos rusos superiores de la nueva era. Magnitogorsk avanzó a la final de Superliga de Rusia seis veces convirtiéndose en un tres veces campeón de Rusia.

## Entrenadores
- Felix Mirsky 1955–57
- Georgy Mordukhovich 1957–58
- Georgy Mordukhovich 1969–71
- Valery Postnikov 1971–76
- Khalim Mingaleev 1976–79
- Valery Postnikov 1979–96
- Valery Belousov 1996–2003
- Marek Sykora 2003–05
- Dave King 2005–06

- Fedor Kanareykin 2006–07
- Valery Postnikov 2007–08
- Valery Belousov 2008–10
- Kari Heikkilä 2010–11
- Aleksander Barkov 2011
- Fedor Kanareykin 2011–12
- Paul Maurice 2012–13
- Mike Keenan 2013–2015
- Ilya Vorobyov 2015–present